# Roman Matsov
Roman Matsov est un chef d'orchestre estonien d'ethnie russe né à Pétrograd le 27 avril 1917 et décédé le 24 août 2001 à Tallinn,.

## Biographie
Élève d'Artur Lemba et Johannes Carl Paulsen et sorti de l'Académie estonienne de musique et de théâtre en  1940, Roman Matsov poursuit sa formation à Berlin sous la direction de Georg Kulenkampff et Walter Gieseking. Il étudie également au conservatoire de Leningrad.
Lors de la Seconde Guerre mondiale, il s'engage dans l'Armée rouge et participe entre autres aux batailles du front de Léningrad. Après une grave blessure survenue le 18 octobre 1941, il reste à l'hôpital jusqu'en avril 1942, après quoi on le déclare inapte au service militaire. 
Il commence sa carrière de chef d'orchestre symphonique au sein des ensembles musicaux d'Estonie soviétique organisés à Iaroslavl par Priit Põldroos. 
Il est directeur principal de l'Orchestre symphonique national estonien de 1950 à 1963.
En 1961, il dirige la première exécution publique de Nekrolog d'Arvo Pärt. Après la chute de l'URSS, il demeure dans la nouvelle Estonie indépendante.
Mort le	24 août 2001, il est enterré au cimetière boisé de Tallinn.

## Distinctions
- ordre de l'Étoile rouge, 1945
- ordre de la Guerre patriotique de 2e classe,1985
- ordre du Drapeau rouge du Travail,
- ordre de l'Étoile blanche d'Estonie de 3e classe, 2001
- médaille pour la victoire sur l'Allemagne,